# سمفونی تهران
سمفونی تهران، فیلمی به کارگردانی رسول صدرعاملی و نویسندگی رسول صدرعاملی و اصغر عبدالهی محصول سال ۱۳۷۳ است.

## بازیگران
- سام محمدپور
- فرزانه کابلی
- سیامک اطلسی
- ندا شایقی
- غلامحسین لطفی
- ناصر ساویزفر
- عباس عابدی
- شمس اله دولتشاهی
- صحبت اله بیات
- علی بی آبادی
- مشتاقی
- رضا خادمیان
- منصور ظهوری
- حسن عابدی
- اردشیر عظمت
- ذبیح اله عرب لو
- مرضیه مقدم
- جلال حسینی